# Hogna nonannulata
Hogna nonannulata är en spindelart som beskrevs av Jörg Wunderlich 1995. Hogna nonannulata ingår i släktet Hogna och familjen vargspindlar.
Artens utbredningsområde är Madeira. Inga underarter finns listade i Catalogue of Life.